# Matern Harder
Matern Harder (auch Matern von Straßburg genannt; * unbekannt; † 1525 in Nürnberg) war ein Baumeister der frühen Neuzeit.
Er stammte aus Straßburg und war Zeugmeister. Dann machte er sich als Geschützgießer einen Namen. Auch leitete er eine Geschützeinheit, als Herzog Ulrich von Württemberg einen Kriegszug machte. Seit seinem Umzug nach Nürnberg, wo er 1512 erstmals beurkundet war, war sein Name mit dem Bau von Festungen verbunden.